# Dhaijan
Dhaijan (nep. धाइजन) – gaun wikas samiti we wschodniej części Nepalu w strefie Meći w dystrykcie Jhapa. Według nepalskiego spisu powszechnego z 2001 roku liczył on 1666 gospodarstw domowych i 8256 mieszkańców (4158 kobiet i 4098 mężczyzn).